# Alona Łutkowska
Alona Łutkowska (ur. 15 marca 1996) – rosyjska lekkoatletka specjalizująca się w skoku o tyczce. 
W 2013 zdobyła srebrny medal podczas mistrzostw świata juniorów młodszych w Doniecku oraz została w Rieti mistrzynią Europy juniorek. Rok później stanęła na najwyższym stopniu podium juniorskich mistrzostw świata w Eugene. Medalistka mistrzostw Rosji.
Rekordy życiowe: stadion – 4,61 (21 maja 2015, Irkuck) były rekord świata juniorów; hala – 4,54 (28 lutego 2015, Zweibrücken). 

## Osiągnięcia
| Rok  | Impreza                               | Miejsce    | Lokata            | Wynik |
| ---- | ------------------------------------- | ---------- | ----------------- | ----- |
| 2013 | Mistrzostwa świata juniorów młodszych | Donieck    | 2. miejsce        | 4,15  |
| 2013 | Mistrzostwa Europy juniorów           | Rieti      | 1. miejsce        | 4,30  |
| 2014 | Mistrzostwa świata juniorów           | Eugene     | 1. miejsce        | 4,50  |
| 2014 | Mistrzostwa Europy                    | Zurych     | 7. miejsce        | 4,35  |
| 2015 | Mistrzostwa Europy juniorów           | Eskilstuna | 2. miejsce        | 4,20  |
| 2019 | Mistrzostwa świata                    | Doha       | el. – 27. miejsce | 4,35  |